# ゲオルク・ヨーゼフ・フォーグラー
ゲオルク・ヨーゼフ・フォーグラー（Georg Joseph Vogler 1749年6月15日 - 1814年5月6日）は、ドイツの作曲家、オルガニスト、教師、音楽理論家。アベ・フォーグラー（Abbé Vogler）としても知られる。

## 生涯
フォーグラーはヴュルツブルクのプライヒャッハに生まれた。父のヤレト・フォーグラー（Jared Vogler）はヴァイオリン製造業を営んでおり、彼をイエズス会の学校に通わせながらもその音楽の才能を伸ばそうとした。フォーグラーの音楽的才能は、10歳になる頃にはオルガンを弾きこなしただけでなく、ヴァイオリンやその他の楽器を巧みに扱ったことからも明らかであった。1771年にはマンハイムに赴き、バイエルン選帝侯カール・テオドールのためにバレエを作曲した。選帝侯は1774年にフォーグラーをボローニャに向かわせ、ジョヴァンニ・マルティーニの下で学ばせた。しかしマルティーニの方法論に満足できなかった彼は、パドヴァで5ヶ月間フランチェスコ・アントニオ・ヴァロッティに師事し、その後ローマへと移り司祭に任ぜられながらも有名なアカデミー・オブ・アルカディアに入会を許された。また騎士に叙され（OGS）、教皇の書記長、随行員となった。
1775年にマンハイムへ戻り、フォーグラーはカール・テオドールの宮廷教会の牧師に任ぜられ、副maestro di cappellaとなった。この頃彼は最初の音楽学校を開校しており、そこで教えた原理が他の教師とは異なるものだったため、学生たちは彼を支持したが同時に多くの敵を生んでしまった。彼はハープシコードのための新しい運指法、新しい型のオルガンの設計、ヴァロッティの理論を基にした新しい音楽理論を考案した。モーツァルトは彼の運指法を「悲劇的」だと非難しており、フォーグラーに関する偏見を吹聴して回ったため、当時はフォーグラーの信頼を傷つけるような様々な噂が飛び交っていた。オルガンの設計に関する変更点は機構の簡略化によるもので、リード-ストップの位置にフリー・リードを導入し、大「混成音」の代わりに同音のストップを用いる仕組みだった。これは非常に流行することになる。彼は論理システムについてヴァロッティの原理に基づくものと説明していたが、大部分は経験則によっていた。にもかかわらず、それらが彼の新理論に根ざすように思われる真実を土台としていたおかげで、フォーグラーが音楽理論の進展に大きな影響力を行使できたのは疑いのないことである。またそのために、彼の弟子からはその時代の天才たちが幾人か輩出することになる。

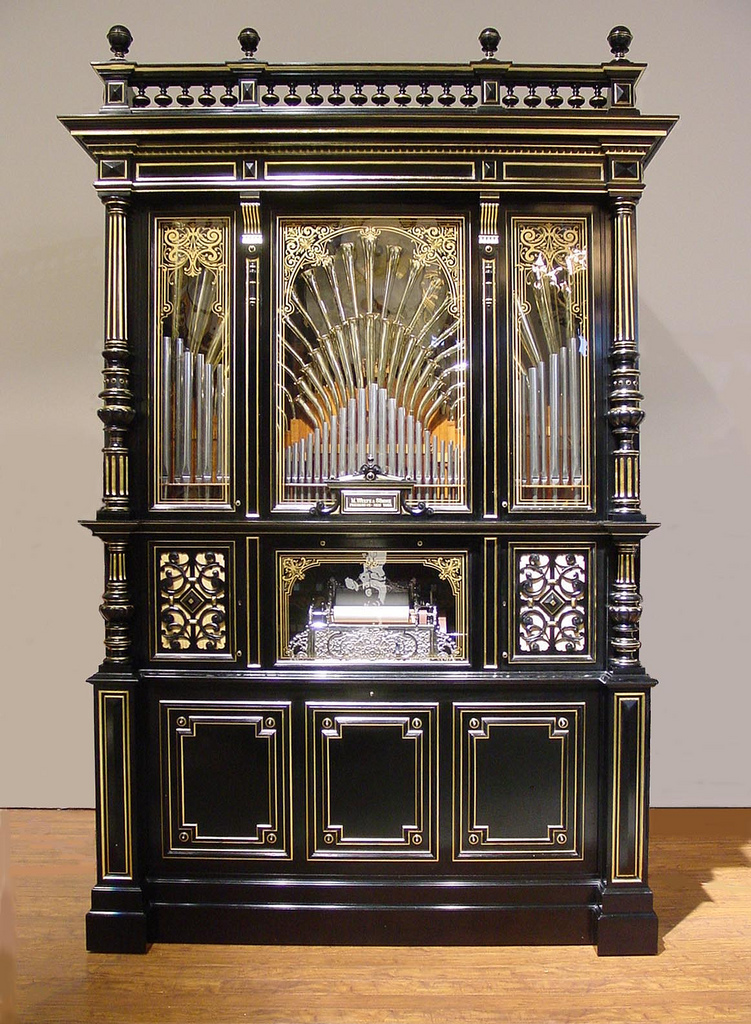
M.Welte社製オーケストリオン

1778年にカール・テオドールが宮廷をミュンヘンに移すことになった。フォーグラーは1780年に後を追ったが、劇作品への評判が上がらなかったことに不満を抱き、すぐに職を辞してしまう。彼はパリへ赴いたが、そこではラモーが最初に唱えたのに端を発した彼のシステムへの強い敵意がいまだ渦巻いていた。彼の聖シュルピス（Sulpice）教会でのオルガン演奏会は大きな注目を集めた。王妃の依頼でオペラ「Le Patriotism」が作曲され、ヴェルサイユ宮殿の前で初演された。フォーグラーは各地に演奏旅行に出かけ、スペイン、ギリシア、アルメリア、アジアやアフリカの地方都市、そして保存されている民謡を求めてグリーンランドにまで足を伸ばした。1786年にはスウェーデン王グスタフ3世のカペルマイスターに任用され、ストックホルムに彼の第2の音楽学校を設立する。また、彼自身が発明したオルガンの一種である『オーケストリオン』という楽器を演奏し、極めて大きな名声を博した。1790年には彼はこの楽器をロンドンへ持ち込み、パンセオンで演奏して多大な効果を挙げた。また、その演奏開場では彼は独自の原理に基づいてオルガンを建設している。彼のペダル演奏は大きな注目を集めた。1788年にサンクトペテルブルクを訪れた際には、当時そこにいたコペンハーゲンのオルガン製作者で、初めてフリー・リードをオルガンのパイプに採用したことで知られるキルスニック（Kirsnick）に会っている。フォーグラーは1790年から、自分が演奏した全てのオルガンにフリー・リードによる音栓を追加する改造を施していった。Rackwitz（1782年から1790年にキルスニックに雇われてサンクトペテルブルクにいた）によって最初に改造されたオルガンはロッテルダムのものだった。その後30台程のオルガンの仕様変更が行われた。フォーグラーの最も人気のあった作品は、ウェストミンスター寺院の祝祭にヘンデルを訪ねた後で作曲された「ハレルヤコーラス」の主題に基づくフーガである。クネヒト（Knecht）が「オルガンによる音楽絵画」と呼んだように、曲は嵐を模した描写を有している。

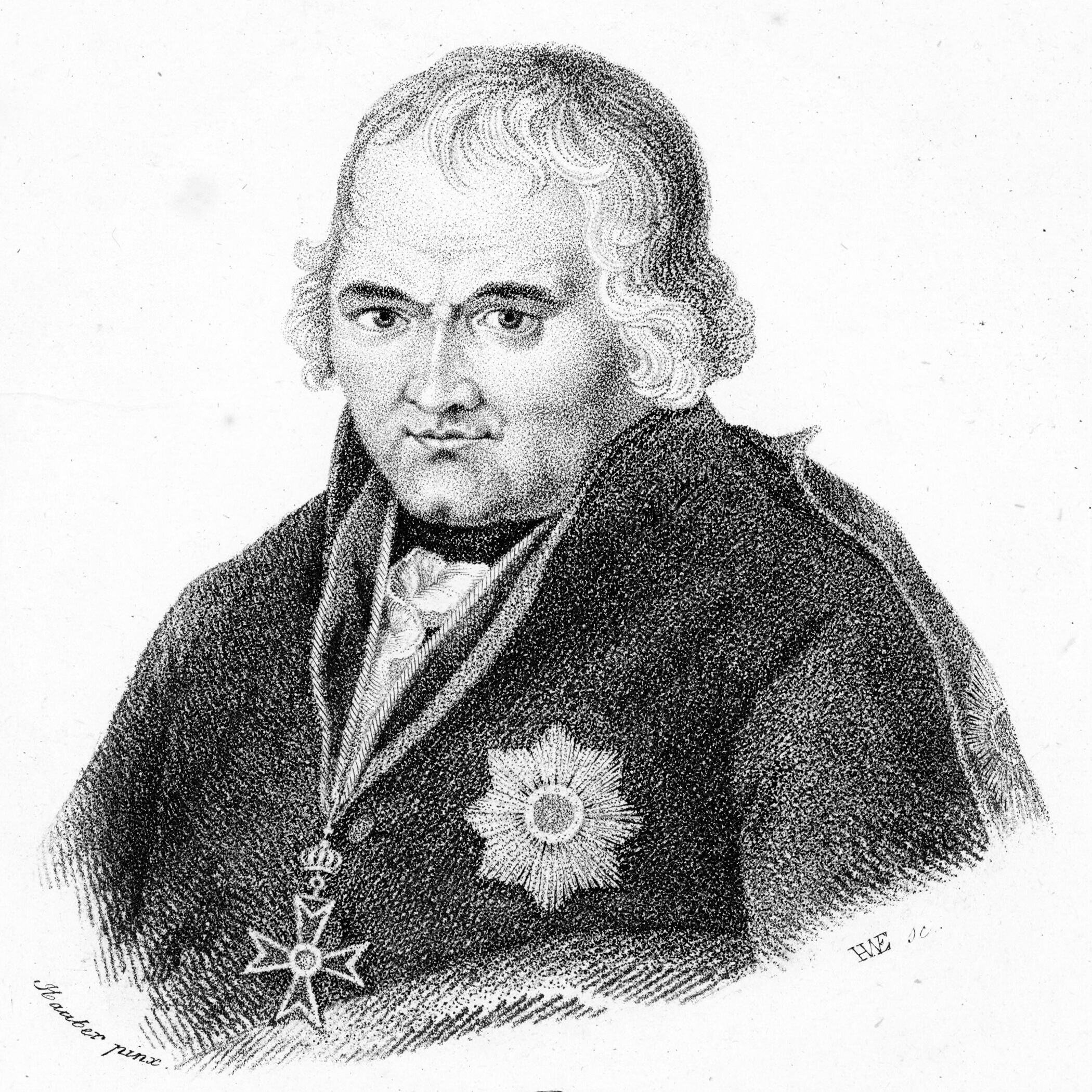
フォーグラー

ロンドンを後にし、フォーグラーはロッテルダムをはじめとするライン川流域の主要都市を回った。エスリンゲン・アム・ネッカーでは、国王のためにとっておかれていた「名誉のワイン」を贈呈された。フランクフルトでは神聖ローマ皇帝レオポルト2世の戴冠式に出席した。彼が次に訪れたのはストックホルムで、長い間その地にとどまっていた。しかし抑えきれない放浪癖によりスウェーデンを後にし、もう一度ドイツで身を立て、ついに宗教音楽と劇音楽の両方の作曲で最大の栄誉を得ることができた。彼は1800年にはベルリン、1804年にはウィーン、1806年にはミュンヘンにいたという。1807年のフランクフルトではヘッセン大公国大公ルートヴィヒ1世に招かれ、カペルマイスターの職、枢密院の名を冠した勲章、3,000フロリンの給料、住居、大公自身の台所にあるテーブルの供与、その他の特権の提示を受けた。これを受諾することにしたフォーグラーは、放浪の生活に終止符を打った。
ダルムシュタットにおいて、フォーグラーは彼の第3の、そして最も有名な音楽学校を開校した。この学校は輝かしい卒業生ら、ゲンスバッハー、ウェーバー、マイアベーアを輩出し、彼らの老いた巨匠への愛着は限りないものであった。フォーグラーの最後の英断の1つには、ウェーバーの「シルヴァーナ」の上演を観るための1810年のフランクフルト旅行がある。彼は最後までよく働き、ダルムシュタットで突如脳卒中に倒れ帰らぬ人となった。フォーグラーは演奏家としては華麗で熟練、教師としては風変わりかもしれないが優れた人物であった。

## 作品一覧

### オペラ
- ジングシュピール「Erwin und Elmire」 1775年
- ジングシュピール「Der Kaufmann von Smyrna」 マインツ 1780年
- オペラ「Albert III von Baiern」 5幕形式 ミュンヘン 1780年
- オペラ・コミック「Le Patriotisme」　ヴェルサイユ 1783年
- オペラ・コミック「La Kermesse ou la Fête flamande」 パリ、Théâtre de la Comédie italienne 15
- オペラ・セリア「Castor e Polluce[2]」3幕形式 Opéra Italien ミュンヘン 1784年
- オペラ「Egle」 ストックホルム 1787年
- オペラ「Gustaf Adolph och Ebba Brahe」 ストックホルム 1792年3月
- オペラ「Samori」 2幕形式 アン・デア・ウィーン劇場 ウィーン 1804年5月17日
- オペラ・コミック「Der Admiral」 ダルムシュタット 1810年

### 他の舞台音楽
- バレエ「Schuster-Ballet」 1768年
- バレエ「Le rendez-vous de chasse」 マンハイム 1771年
- 「ハムレット」 ウィリアム・シェイクスピアの劇への音楽 マンハイム 1778年
- メロドラマ「Lampedo」 ダルムシュタット 1779年
- 「Athalie」 ラシーヌの劇への序曲と合唱 ストックホルム 1786年
- メロドラマ「Zoroastre」 1796年頃完成 上演されず
- 「Hermann von Unna」 序曲、合唱、歌と踊り コペンハーゲン 1800年頃
- 「Die Hussiten vor Naumburg im Jahr 1432」 Kotzebueの劇への最後の合唱作品 ライプツィヒ 1802年9月

### 宗教音楽

#### ミサ曲
- 「ミサ・ソレムニス Missa solennis」ニ短調 4人の独唱者とオルガン、管弦楽のための
- 「ミサ・パストリチア Missa pastoricia」 ホ長調 4人の独唱者とオルガン、管弦楽のための
- 「ミサ・デ・クアドラゲシマ Missa de Quadragesima」 ヘ長調 4人の独唱者とアドリブのオルガンのための
- 「ミサ・プロ・デフンクティス（レクイエム） Missa pro Defunctis (Requiem) 」 変ホ長調 4人の独唱者と管弦楽のための
- 「ミサ・アグヌス・デイ Missa Agnus Dei」
- 「ミサ・アレマンデ Messe allemande」 4人の独唱者とオルガンのための（1778年版）
- 「ミサ・アレマンデ Messe allemande」 4人の独唱者と管弦楽のための

#### 詩篇
- Psalmus Miserere decantandus a quatuor vocibus cum Organo et basis, S. D. Pio VI, Pontifici compositus （1777年版）
- 「ミゼレーレ Miserere」 変ホ長調 4人の独唱者とオルガン、管弦楽のための
- Miserere, Ps. IV – In exitu, Ps. V
- Memento Domine – Psaume « Jehovas Malestät »
- Psaume « Davids Buss » , モーゼス・メンデルスゾーンによる合唱の翻訳による テノールをアドリブで含む4人の独唱者のための（1807年版）
- Ecce quam bonum (Psaume CXXXIII)  4人の男声とアドリブのフォルテピアノのための

#### モテット
- Suscepit Israel, コンセール・スピリチュエルのための作品 パリ 1780年以前
- Borate Caeli 4人の独唱者とフォルテピアノのための
- Ave Regina 4人の独唱者とオルガンまたはフォルテピアノのための
- Cantate Domino 4人の独唱者とオルガンまたはフォルテピアノのための
- Laudate ソプラノ独唱、合唱、オルガンの『オブリガート』、管弦楽のための
- Postquam impleti (Sereniss. Puerperae sacrum)  4人の独唱者と管弦楽のための

#### 聖歌と他の宗教的声楽曲
- 「テ・デウム Te Deum」 ニ長調 4人の独唱者と管弦楽のための
- 「キリエ Kyrie」 管弦楽付き 1776年10月
- 「マグニフィカト Magnificat」 管弦楽付き 1777年
- 「スターバト・マーテル Stabat Mater」 管弦楽付き
- Ecce panis angelorum （1777年版）
- Ave Maria StellaとCrudelis Herodes 2群の合唱とオルガンまたはフォルテピアノのための
- Veni Sancte Spiritus 変ロ長調 4人の独唱者とオルガン、管弦楽のための
- Beatam me dicent 管弦楽付き
- Alma Redemptoris 管弦楽付き
- Jesu Redemptor 管弦楽付き
- Regina caeliとLaudate Dominum 管弦楽付き
- Salve Regina ヘ長調 4人の独唱者とアドリブのオルガンまたはフォルテピアノのための
- Salve Regina、Ave ReginaとAlma Redemptoris 4人の独唱者とアドリブのオルガンまたはフォルテピアノのための
- Cantus processionalis pro festo corporis Christi
- Vesperae de Paschale 14
- Vesperae chorales modulis musicis ornatae 管弦楽付き
- 「ラテン語の4つの聖歌 4 Hymnes en latin」 4人の独唱者とアドリブのフォルテピアノのための
- 「6つの聖歌 6 Hymnes」 4人の独唱者とアドリブのオルガンまたはフォルテピアノのための
- 「3人、4人または8人のアカペラのための12の教会聖歌」 第1集
- 「3人、4人または8人のアカペラのための6つの教会聖歌」 第2集
- 「3人、4人または8人のアカペラのための6つの教会聖歌」 第3集
- 「3人、4人または8人のアカペラのための6つの教会聖歌」 第4集
- 「3人、4人または8人のアカペラのための6つの教会聖歌」 第5集
- 「3つの聖歌」 4人の独唱者とアドリブのフォルテピアノのための

### 器楽曲

#### 独奏曲
- フォルテピアノのための6つの「やさしいソナタ」 Op.2
- フォルテピアノのための6つの「協奏曲」 Op.5
- フォルテピアノのための12の「国の特徴をもったやさしいディベルティメント」 – フランス女王の御前で縁演奏されたフォルテピアノのための「協奏曲」 Op.8
- オルガンまたはフォルテピアノのための112の「やさしい前奏曲」 Op.9 （1804年版）
- フォルテピアノ4手のための「ソナタ」
- フォルテピアノのための「小品」
- フォルテピアノのための「Marlboroughによる変奏曲」
- フォルテピアノのための「行進曲と変奏曲」
- フォルテピアノのための15の「変奏曲」
- フォルテピアノのための16の「変奏曲」
- フォルテピアノのための「羊飼い Pastorella」 （1807年版）
- フォルテピアノのための「スウェーデンのエアに基づく行進曲と変奏曲」 （1812年版）
- フォルテピアノのための「好みのポロネーズ Polonaise favorite」
- ギターのためのL’Invocazione

#### 室内楽曲
- フォルテピアノ、ヴァイオリン、チェロのための6つの「三重奏曲」 – フルートとヴァイオリンのための二重奏曲 Op.1
- フォルテピアノとヴァイオリンのための6つの「やさしいソナタ」 Op.3
- フォルテピアノ、ヴァイオリン、ビオラ、チェロのための6つの「二重奏、三重奏、もしくは四重奏のソナタ」 Op.4
- フォルテピアノ、ヴァイオリン、チェロのための6つの「三重奏曲」 Op.6
- フォルテピアノ、ヴァイオリン、チェロのための6つの「三重奏曲」 Op.7
- フォルテピアノと弦楽器のための「ノクターン」
- フォルテピアノ、ヴァイオリン、ビオラ、チェロのための「協奏的四重奏曲 Quatuor concertant」
- 2つのフォルテピアノのための6つの「ソナタ」 （1794年）
- フォルテピアノと弦楽器のための「ソナタ」
- フォルテピアノと弦楽器のための「Polymelos様々な国々の特徴的な音楽」 （1792年）

#### 協奏曲
- フォルテピアノと管弦楽のための「変奏曲」
- フォルテピアノと管弦楽のための「ああ、ママに言うわの主題による変奏曲」

#### 管弦楽曲
- 交響曲 ト長調 （1779年）
- 交響曲 ニ短調 （1782年）【演奏例】
- 交響曲 ハ長調 「ラ・スカラ」（1799年）【演奏例】
- 交響曲 「バイエルン国」

## 録音
シャンドスからフォーグラーの楽曲の録音がリリースされている（Chan 10504）。交響曲2曲、バレエ組曲第1番と第2番、序曲「Athalie」「ハムレット Hamlet」と「Erwin and Elmire」で、指揮はマティアス・バーメルト、ロンドン・モーツァルト・プレイヤーズの演奏である。バレエ組曲を除く現代の楽譜はケント・カールソンがGarri Editionsのために作製したものである。Oehmsレーベルからは「大レクイエム 変ホ長調」（1805年/06年）が、ゲルト・グーグルヘール（Gert Guglhör）とNeue Hofkappelle Münchenの演奏で2009年より出されている（Oehms Classics OC 922）。